# 馬里博爾水塔
馬里博爾水塔是位於斯洛維尼亞城市馬里博爾的一座中世紀建築，修建於1555年。馬里博爾水塔內有斯洛維尼亞歷史最古老的葡萄酒窖。

## 外部連結
- Jože Požauk memorial by Marko Pinterič （页面存档备份，存于）
- Museum NO Maribor
- 2005 Anniversaries of the City of Maribor
- VRML model of the Water Tower